# Federata Shqiptare e Futbollit
Federata Shqiptare e Futbollit (förkortas FSHF), är Albaniens fotbollsförbund som bildades 1930. FSHF är en statlig verksamhet som har sitt säte i Albaniens huvudstad Tirana. Den har som uppgift att främja och administrera fotboll i Albanien och att företräda spelet utom landet. De arrangerar Albaniens ligasystem med Kategoria Superiore som högsta liga, Albaniens herrlandslag i fotboll samt Albaniens damlandslag i fotboll.
På grund av politisk inblandning i styrningen av fotbollsförbundet stängdes Albanien av från internationell fotboll 14 mars 2008. Avstängningen som varade i 46 dagar upphävdes 29 april.

### Fotnoter
1. ↑  Albanien utestängt från fotbollen Dagens Nyheter, 28 mars 2008
2. ↑  ”Suspension of The Football Association of Albania lifted”. Arkiverad från originalet den 26 augusti 2014. https://web.archive.org/web/20140826114039/http://www.fifa.com/aboutfifa/organisation/news/newsid=755706/index.html. Läst 23 augusti 2014.
3. ↑  FIFA says its emergency committee has decided to lift suspension of Albania
4. ↑  FIFA lifts suspension of Albania over alleged interference